# بياروم رقيق الأوراق
بياروم رقيق الأوراق (الاسم العلمي:Biarum tenuifolium) هو نوع من النباتات يتبع جنس البياروم من الفصيلة اللوفية.